# Thanh Hằng
Phạm Thị Thanh Hằng được biết đến với nghệ danh Thanh Hằng  (sinh ngày 22 tháng 7 năm 1983) là một siêu mẫu, hoa hậu, diễn viên và nhà sản xuất phim người Việt Nam. Được biết đến sau khi giành vương miện Hoa hậu Người mẫu qua ảnh 2002, cô gây ấn tượng trên sàn diễn thời trang và một số bộ phim được chú ý như Nụ hôn thần chết (2008), Mỹ nhân kế (2013). Thanh Hằng được xem là một trong những người mẫu hàng đầu Việt Nam hiện nay.

## Sự nghiệp

### Năm 2002 – 2007: Sự nghiệp ban đầu
Sự nghiệp người mẫu của Thanh Hằng bắt đầu với Hoa hậu Người mẫu qua ảnh 2002. Lọt vào vòng chung kết và vượt qua 27 đối thủ, cô đăng quang ngôi vị hoa hậu ngày 12 tháng 1 năm 2002. Thanh Hằng đầu quân cho PL Model Agency, công ty người mẫu do Anh Thư cùng chồng là cựu người mẫu Trần Thanh Long điều hành và quản lí. Năm 2003, cô nhận được lời mời đóng vai chính trong bộ phim Những cô gái chân dài từ người bạn thân Vũ Ngọc Đãng ngay sau khi anh được hãng phim tư nhân Thiên Ngân mời làm đạo diễn. Tuy nhiên, vì diễn xuất chưa thật sự tốt so với các bạn diễn cùng đến buổi thử vai nên Thanh Hằng đã bị thay thế bởi Anh Thư, thay vào đó, cô được vào vai Ngọc Mai, một vai phụ nhỏ nhưng lại thuộc tuyến đối trọng với vai chính, đồng thời cũng là lần chạm ngõ đầu tiên của cô với bộ môn nghệ thuật thứ bảy.
Năm 2005, cô đại diện Việt Nam dự thi Hoa hậu Liên lục địa. Năm 2006, cô tiếp tục được Vũ Ngọc Đãng mời đóng trong bộ phim truyền hình Tuyết nhiệt đới, nhân vật do Thanh Hằng thủ vai được đặt đối trọng với nữ chính, đây cũng là vai diễn đầu tiên của cô ở lĩnh vực truyền hình. Cùng năm, cô nhận giải Người mẫu xuất sắc nhất thuộc khuôn khổ Giải thưởng Người mẫu Việt Nam 2006.
Năm 2007, cô tham gia bộ phim Tôi là Ngôi sao với vai diễn hai chị em sinh đôi. Dù là lần đầu tiên đảm nhận một vai chính trong một bộ phim truyền hình nhưng Thanh Hằng không may vấp phải nhiều tranh cãi khi cô lên tiếng đấu tố với Hồng Ngân, đạo diễn của bộ phim, vì phân cảnh của mình bị cắt, một số kênh truyền thông thậm chí còn đưa tin rằng cô đã viết đơn gửi lên Sở Văn hóa - Thông tin Thành phố Hồ Chí Minh. Phản hồi Thanh Hằng, Hồng Ngân cho rằng ngay từ đầu người cô chọn không phải Hoa hậu Người mẫu qua ảnh 2001 và luôn khẳng định Thanh Hằng không phù hợp với vai diễn cũng như khả năng diễn xuất chưa đủ tốt nhưng bị phía đơn vị sản xuất phim là HK Film ép phải chọn. Sự việc sau đó chuyển thành kiện cáo song phương giữa đạo diễn và phía sản xuất vì Hồng Ngân cho rằng mình không được thực hiện các quyền của một đạo diễn và đòi thay thế diễn viên. Lùm xùm bên lề một phần đã tác động đến bộ phim nói chung và Thanh Hằng nói riêng, khiến hình ảnh của cô bị ảnh hưởng.

### Năm 2008 – 2018: Giai đoạn hoàng kim trong sự nghiệp
2008 được xem là năm có nhiều bước ngoặt tối trọng nhất trong sự nghiệp của Thanh Hằng khi cô vào hai vai chính: Hạnh trong bộ phim truyền hình Gia tài bác sĩ và An trong tác phẩm điện ảnh Nụ hôn thần chết - vai chính đầu tiên của cô trên màn ảnh rộng, bộ phim đạt giải Cánh diều bạc lần thứ 6 cho phim truyện điện ảnh năm 2007. Nhanh chóng giành lấy ngôi vị hiện tượng phòng vé và thành công vang dội về mặt thương mại, Nụ hôn thần chết trở thành bàn đạp thăng hạng đưa tên tuổi của Thanh Hằng vụt sáng trở thành một trong những vedette đắt giá nhất của làng mẫu Việt. Ngày 18 tháng 1 năm 2009, Thanh Hằng được xướng tên tại hạng mục Nữ diễn viên điện ảnh – truyền hình của năm của Giải Mai Vàng 2008, là nữ người mẫu Việt Nam đang hoạt động thứ năm trong lịch sử được vinh danh tại một giải thưởng điện ảnh, lần lượt sau Anh Thư, Bằng Lăng, Ngô Thanh Vân và Trương Ngọc Ánh.
- Năm 2010: Làm giám khảo Mister Việt Nam. Đóng bộ phim điện ảnh Những nụ hôn rực rỡ và hóa thân thành cô chủ Thanh Lam đỏng đảnh, ngỗ ngược nhưng đam mê ca hát, nhảy múa. Thanh Hằng đã phải bỏ ra một khoảng thời gian dài để luyện tập các kỹ năng vũ đạo, luyện thanh. Trong cùng năm cô được mời tham dự Hoa hậu Hoàn vũ nhưng đã từ chối.
- Năm 2011: Làm giám khảo Siêu mẫu Việt Nam và đóng bộ phim truyền hình Người mẫu. Trong phim Thanh Hằng đảm nhiệm vai diễn siêu mẫu kiêm nhà thiết kế Bình Khôi.
- Năm 2012: Tham gia chiến dịch quảng cáo cho hãng rượu Johnnie Walker, trở thành một trong những người mẫu đầu tiên của Việt Nam được mời tham dự, nhận giải thưởng " Best Style" của tạp chí F Fashion, Milan Fashion Week Xuân/Hè với vị trí khánh mời hàng ghế front row của nhãn hiệu salvatore ferragamo,
- Năm 2013: Đóng phim điện ảnh Mỹ nhân kế vai Kiều Thị.
 Làm giám khảo chương trình truyền hình thực tế Người mẫu Việt Nam: Vietnam's Next Top Model, Mùa thi 4.
 Đắc cử vào Ban chấp hành Hội Người mẫu Việt Nam nhiệm kỳ 2013-2018.

" Mỹ Nhân Của Năm" 2013
- Năm 2014: Trở thành gương mặt đại diện của nhãn hàng "Birdy cafe hòa tang 3 trong 1", Thanh Hằng trở thành Đại sứ của chiến dịch Toàn dân đội mũ bảo hiểm đạt chuẩn do Ủy ban An toàn giao thông quốc gia (UBATGTQG) phối hợp cùng Trung ương Đoàn, Bệnh viện Da liễu Trung ương phát động. Tham gia Vietnam Idol 2014 với vai trò cố vấn thời trang,
- Năm 2015: Làm giám khảo, host của Người mẫu Việt Nam: Vietnam's Next Top Model, Mùa thi 6 và tham gia bộ phim điện ảnh Siêu Nhân X,Trở thành đại diện chính thức trở thành đại diện của hãng rượu danh tiếng Johnnie Walker, Tiếp tục đại diện cho dòng "Clear Hoa Anh Đào"  của nhãng hàng dầu gội Clear,Tham dự Milan Fashion Week ở hàng ghế đầu với nhãn hiệu Salvatore Ferragamo, Thanh Hằng vinh dự nhận cúp cho giải thưởng hạng mục "Người mẫu được yêu thích nhất" của HTV Awards 2015, Siêu mẫu Thanh Hằng tiếp tục được vinh danh "Pretty Woman Of The Decade" – "Quý bà thập kỷ" tại lễ trao giải Men Of The Year 2015 của tạp chí Thể thao Văn Hóa và Đàn Ông.
- Năm 2016: Tiếp tục làm giám khảo, host của Người mẫu Việt Nam: Vietnam's Next Top Model, Mùa thi 7.

Đoạt giải Biểu tượng Thời Trang do tạp chí ELLE bầu chọn.
- Năm 2017: Thanh Hằng tái xuất điện ảnh với vai diễn bà Ba Trân trong phim điện ảnh Mẹ chồng đánh dấu sự trở lại với diễn xuất của cô.

Trình diễn tại Tokyo Fashion Week với bst ‘Em Hoa’ của Ntk Nguyễn Công Trí.
Thanh Hằng tiếp tục được mời sang milan dự Milan Fashion Week ở hàng ghế đầu của show Salvatore Ferragamo và cô cũng là ngôi sao đầu tiên của Việt Nam được đến tổng hành dinh của nhà mốt Salvatore Ferragamo để Fitting trang phục thảm đỏ,
- Năm 2018: Đầu năm 2018 Thanh Hằng tham gia phim điện ảnh Tháng năm rực rỡ.

Trở thành mentor (HLV) trong chương trình The Face Vietnam 2018 và trở thành team chiến thắng cuộc thi.
Trở thành bà chủ của nhà hàng món Thái ‘May Restaurant Đồng Khởi’.
Trở thành gương mặt đại diện của Bệnh viện World Wide Aesthetic Clinic.
- Năm 2019:

Đầu tháng 4 Thanh Hằng tham gia bộ phim Chị chị em em của Đạo Diễn Kathy Uyên và sẽ được công chiếu trên toàn quốc vào dịp Giáng Sinh 24.12. Bộ phim xoay quanh cuộc đời của Thiên Kim nhân vật chính được Thanh Hằng thủ vai.
Làm giám khảo tại Hoa hậu Hoàn vũ Việt Nam 2019

## Danh sách phim
| Năm  | Tựa                   | Vai diễn                 | Phân vai  | Chú Thích     | Đạo Diễn                   |
| ---- | --------------------- | ------------------------ | --------- | ------------- | -------------------------- |
| 2004 | Những cô gái chân dài | Ngọc Mai                 | Vai phụ   | Phim điện ảnh | Vũ Ngọc Đãng               |
| 2006 | Tuyết nhiệt đới       | Lam                      | Vai phụ   |               | Vũ Ngọc Đãng               |
| 2007 | Tôi là Ngôi sao       | Khánh Hà Vân Hà          | Vai chính |               | Hồng Ngân (Rút khỏi dự án) |
| 2008 | Gia tài bác sĩ        | Hạnh                     | Vai chính |               | Nguyễn Minh Cao            |
| 2008 | Nụ hôn thần chết      | An                       | Vai chính | Phim điện ảnh | Nguyễn Quang Dũng          |
| 2010 | Những nụ hôn rực rỡ   | Thanh Lam                | Vai chính | Phim điện ảnh | Nguyễn Quang Dũng          |
| 2011 | Người mẫu             | Bình Khôi                | Vai chính |               | Nguyễn Minh Chung          |
| 2013 | Mỹ nhân kế            | Kiều thị                 | Vai chính | Phim điện ảnh | Nguyễn Quang Dũng          |
| 2015 | Siêu nhân X           | Kỳ Kỳ                    | Vai chính | Phim điện ảnh | Nguyễn Quang Dũng          |
| 2017 | Mẹ chồng              | Ba Trân                  | Vai chính | Phim điện ảnh | Lý Minh Thắng              |
| 2018 | Tháng năm rực rỡ      | Mỹ Dung lúc trưởng thành | Vai chính | Phim điện ảnh | Nguyễn Quang Dũng          |
| 2019 | Chị chị em em         | Thiên Kim                | Vai chính | Phim điện ảnh | Kathy Uyên                 |
| TBA  | Quỳnh hoa nhất dạ     | Dương Vân Nga            | Vai chính | Phim điện ảnh | Lý Minh Thắng              |

## Danh sách bài nhạc
| Năm  | Tựa                            | Thể Hiện                               | Chú Thích                                                    |
| ---- | ------------------------------ | -------------------------------------- | ------------------------------------------------------------ |
| 2010 | Nhan sắc                       | Thanh Hằng                             | Nhạc phim "Những nụ hôn rực rỡ"                              |
| 2010 | Giấc mơ ngôi sao               | Thanh Hằng                             | Nhạc phim "Những nụ hôn rực rỡ"                              |
| 2010 | Ngày mới                       | Thanh Hằng                             | Nhạc phim "Những nụ hôn rực rỡ"                              |
| 2012 | Vào hạ                         | Minh Hằng & Thanh Hằng                 |                                                              |
| 2013 | Hãy mặc em đi                  | Hồ Ngọc Hà                             |                                                              |
| 2013 | Em vẫn muốn yêu anh            | Hồ Ngọc Hà & Thanh Hằng                |                                                              |
| 2014 | Ngày mới và em                 | Thanh Hằng                             | Thanh Bùi sáng tác                                           |
| 2015 | Xuân hạnh phúc                 | Hồ Ngọc Hà, Thanh Hằng & Mon Hoàng Anh |                                                              |
| 2016 | Tháng tư là lời nói dối của em | Hà Anh Tuấn                            | Hát live cùng Hà Anh Tuấn trên sân khấu SAMSUNG GALAXY NOTE9 |
| 2017 | Tái bút anh yêu em             | Hà Anh Tuấn                            |                                                              |
| 2017 | Em à                           | Hà Anh Tuấn                            |                                                              |
| 2017 | Get high                       | Thanh Hằng                             |                                                              |
| 2021 | Nhịp thở đôi                   | Hà Anh Tuấn & Thanh Hằng               |                                                              |

## Giải thưởng
- Top 30 huy chương (các loại) về môn thể thao đá cầu
- Và nhiều giải thưởng lớn nhỏ khác

| Năm  | Giải Thưởng                    | Hạng Mục                                  | Tác Phẩm Đề Cử      | Kết Quả   | Chú Thích |
| ---- | ------------------------------ | ----------------------------------------- | ------------------- | --------- | --------- |
| 2002 | Tạp chí TGPN                   | Hoa hậu Phụ nữ Qua ảnh Việt Nam           |                     | Đoạt giải |           |
| 2004 | Người mẫu trong năm            | Người mẫu xuất sắc nhất                   |                     | Đoạt giải |           |
| 2006 | Giải thưởng Người mẫu Việt Nam | Người mẫu xuất sắc nhất                   |                     | Đoạt giải | [ 18 ]    |
| 2008 | Giải Mai Vàng                  | Nữ diễn viên được yêu thích nhất          | Nụ hôn thần chết    | Đoạt giải | [ 17 ]    |
| 2010 | Giải Mai Vàng                  | Nữ diễn viên điện ảnh                     | Những nụ hôn rực rỡ | Đề cử     |           |
| 2013 | Giải Mai Vàng                  | Nữ diễn viên điện ảnh - truyền hình       | Mỹ nhân kế          | Đề cử     |           |
| 2013 | Giải Ngôi Sao.Net              | Mỹ nhân của năm                           |                     | Đoạt giải |           |
| 2015 | HTV Awards                     | Người mẫu được yêu thích nhất năm         |                     | Đoạt giải |           |
| 2015 | Men Of The Year                | Quý bà thập kỷ                            |                     | Đoạt giải |           |
| 2016 | ELLE Style Awards              | Biểu tượng thời trang ELLE                |                     | Đoạt giải |           |
| 2016 | WeChoice Awards                | Hạng mục giám khảo TV show của năm        |                     | Đoạt giải |           |
| 2019 | Liên hoan phim Việt Nam        | Nữ diễn viên phụ xuất sắc nhất            | Tháng năm rực rỡ    | Đề cử     |           |
| 2020 | Ngôi Sao Xanh                  | Nữ diễn viên điện ảnh được yêu thích nhất | Chị chị em em       | Đề cử     |           |
| 2020 | Giải Mai Vàng                  | Nữ diễn viên điện ảnh - truyền hình       | Chị chị em em       | Đề cử     |           |
| 2024 | Male Icon Awards               | Female Of The Year                        |                     | Đoạt giải |           |